# Glomeruläre Filtrationsrate
Die glomeruläre Filtrationsrate (kurz GFR, von Lateinisch glomerulus (renis), deutsch (Nieren-)Knäuelchen) ist diejenige Menge an flüssigen Blutbestandteilen, die pro Zeitspanne in den Nierenkörperchen aller vorhandenen Nieren filtriert wird. Die GFR stellt damit die Bildungsrate des Primärharns dar. Bei einem gesunden erwachsenen Menschen beträgt die GFR zirka 120 Milliliter pro Minute oder etwa 170 Liter pro Tag. Die GFR steigt bei Säuglingen und Kindern mit zunehmender Größe an und sinkt dann bei Erwachsenen mit zunehmendem Alter wieder ab, parallel zum Rückgang des Herzzeitvolumens und der damit zurückgehenden Nierendurchblutung (renaler Blutfluss). Ein nicht altersbedingter pathologischer Abfall der GFR tritt bei Nierenerkrankungen verschiedener Art auf.

Filterung in der Niere (Glomerulus links oben, englische Nomenklatur)

Die GFR ist für die Einschätzung der Nierenfunktion die wichtigste Größe. Sie wird im klinischen Alltag per Näherungsformel aus der Plasmakreatininkonzentration berechnet. Insofern ist die GFR ein Spezialfall der Klärwertbestimmung (renal clearance): Der renale Klärwert gibt das Plasmavolumen an, das durch Funktion der Niere innerhalb einer bestimmten Zeitspanne von einem bestimmten Stoff befreit wird. Unter der Nierenfunktion ist dabei das Zusammenspiel von Glomeruli (Nierenkörperchen) und Tubuli (Nierenkanälchen) zu verstehen. Doch soll mit der GFR allein die Funktion der Glomeruli unabhängig von der Tubulusfunktion gemessen werden. Da Kreatinin tubulär nicht rückresorbiert wird, kann die Kreatinin-Clearance als Maß für die Funktion der Glomeruli dienen und wird in der Praxis mit der GFR gleichgesetzt.
Der GFR gleichgestellt werden neben der Kreatinin-Clearance und der Clearance von Cystatin C auch die Begriffe von Primärharnbildung, Glomerulumfiltrat, Tubulusflüssigkeit und Vorharnfluss. Die GFR hat die Dimension Volumen pro Zeit und die Maßeinheit ml/min. Die Gleichsetzung von GFR und Kreatinin-Clearance gilt nicht bei Zuständen der Oligurie und Anurie (siehe unten Kapitel Einschränkungen).
Die glomeruläre Filtrationsrate einer Niere ist die Summe aller Filtrationsraten der einzelnen Nephrone (single nephron glomerular filtration rate, abgekürzt sngfr oder SNGFR) und damit aller Podozyten in einer Niere. Analog ist die glomeruläre Filtrationsrate des Patienten gleich der Summe (und nicht etwa der Mittelwert) der glomerulären Filtrationsraten der beiden Einzelnieren.
Das Gegenstück zur glomerulären Filtrationsrate GFR wäre die tubuläre Resorptionsrate TRR. Die Differenz GFR-TRR ist der Harnfluss. Zahlenbeispiel: Bei einer GFR = 100 ml/min und einer tubulären Rückresorptionsquote von 99 % errechnen sich eine TRR = 99 ml/min und ein Harnfluss von 1 ml/min = 1,44 l/d. Das ist der Sekundärharn von etwa anderthalb Litern am Tag. Ein Diuretikum könnte jetzt die tubuläre Rückresorptionsquote um einen Prozentpunkt verkleinern und damit das Urinvolumen (bei unveränderter GFR) verdoppeln.

## Geschichte
Früher sprach man von der „Rehberg-Zahl, welche die Glomerulusfiltratmenge pro Minute angibt, [sie] liegt normalerweise zwischen 88 und 165 ccm.“

## Physiologische Zusammenhänge

### Fraktionelle Ausscheidung
Die meisten Stoffe, die im Harn erscheinen, werden im Tubulussystem teilweise rückresorbiert oder aber in das Tubuluslumen hinein sezerniert. Dadurch unterscheidet sich der Stoffmengenstrom (Stoffmenge pro Zeit) der Ausscheidung über den Harn {\displaystyle {\dot {n}}_{\text{H}}} vom Stoffmengenstrom über den glomerulären Filter {\displaystyle {\dot {n}}_{\text{g}}}. Der Anteil der ausgeschiedenen an der filtrierten Stoffmenge für einen gegebenen Stoff heißt fraktionelle Ausscheidung:
{\displaystyle f={\frac {{\dot {n}}_{\text{H}}}{{\dot {n}}_{\text{g}}}}}
Die fraktionelle Ausscheidung kann minimal 0 (vollständige Rückresorption, Beispiel Glucose) und maximal etwa 5 sein (ausgeprägte Sekretion, sodass das gesamte die Niere durchströmende Plasma geklärt wird, Beispiel PAH).

### Glomeruläre Filtrationsrate
Der Stoffmengenstrom der Ausscheidung lässt sich ermitteln, indem der Volumenstrom (Harnvolumen pro Zeit) mit der Konzentration des betrachteten Stoffes im Harn multipliziert wird:
{\displaystyle {\dot {n}}_{\text{H}}=c_{\text{H}}\cdot {\dot {V}}_{\text{H}}}
Damit lässt sich der Stoffmengenstrom über den glomerulären Filter ausdrücken als:
{\displaystyle {\dot {n}}_{\text{g}}={\frac {c_{\text{H}}}{f}}\cdot {\dot {V}}_{\text{H}}}
Auch der Stoffmengenstrom über den glomerulären Filter kann als Produkt von Konzentration und Volumenstrom, hier des Primärharns, ausgedrückt werden. Wenn der betrachtete Stoff frei filtriert wird, ist die Konzentration im Primärharn gleich der Konzentration im Plasma:
{\displaystyle {\dot {n}}_{\text{g}}=c_{\text{P}}\cdot {\dot {V}}_{\text{g}}}
Der Volumenstrom über den glomerulären Filter ist nichts anderes als die glomeruläre Filtrationsrate. Somit ergibt sich die Formel:
{\displaystyle {\dot {V}}_{\text{g}}={\frac {c_{\text{H}}}{f\cdot c_{\text{P}}}}\cdot {\dot {V}}_{\text{H}}}

### Clearance
Clearance bezeichnet das fiktive Plasmavolumen, das pro Zeitspanne von einer bestimmten Substanz befreit wird. Den Begriff schufen 1928 Eggert Möller, John F. McIntosh und Donald Dexter van Slyke für die Ausscheidung von Harnstoff. Die Gleichung der Clearance lautet
{\displaystyle C={\frac {c_{\text{H}}}{c_{\text{P}}}}\cdot {\dot {V}}_{\text{H}}},
sie ergibt sich analog zu obiger Herleitung aus der Umrechnung des Stoffmengenstroms der Ausscheidung in einen Plasmavolumenstrom. Zwischen Clearance und glomerulärer Filtrationsrate besteht der Zusammenhang
{\displaystyle C=f\cdot {\dot {V}}_{\text{g}}}.
Die Bestimmung der Clearance eines Stoffes ist problemlos möglich, da sie anders als die Bestimmung der GFR keine Kenntnis der fraktionellen Ausscheidung verlangt. Allerdings gibt es Stoffe, die frei filtriert und weder resorbiert noch sezerniert werden, sodass die fraktionelle Ausscheidung 1 ist und die Clearance mit der GFR gleichgesetzt werden kann.

### Clearance freien Wassers
Da die Wasserkonzentration im Harn praktisch der Wasserkonzentration im Plasma entspricht, ist die Wasser-Clearance gleich dem Harnstrom:
{\displaystyle C_{\text{W}}={\dot {V}}_{\text{H}}}
Die Clearance aller osmotisch aktiven Teilchen heißt osmotische Clearance und lässt sich nach der gewöhnlichen Formel aus dem Harnstrom und den osmotischen Konzentrationen von Harn und Plasma berechnen:
{\displaystyle C_{\text{osm}}={\frac {c_{\text{osm H}}}{c_{\text{osm P}}}}\cdot {\dot {V}}_{\text{H}}}
Wasser, das aus dem Harn weggedacht werden kann, sodass dieser die osmotische Konzentration des Plasmas annimmt, heißt freies Wasser; Wasser, das hinzugedacht werden muss, gilt hierbei als negatives freies Wasser. Die Clearance des freien Wassers ergibt sich, wenn man von der Wasser-Clearance die osmotische Clearance abzieht:
{\displaystyle C_{\text{fW}}=C_{\text{W}}-C_{\text{osm}}={\dot {V}}_{\text{H}}-{\frac {c_{\text{osm H}}}{c_{\text{osm P}}}}\cdot {\dot {V}}_{\text{H}}=\left(1-{\frac {c_{\text{osm H}}}{c_{\text{osm P}}}}\right)\cdot {\dot {V}}_{\text{H}}}
Die Clearance des freien Wassers ist eine klinisch bedeutsame Größe bei der Beurteilung, ob ein Patient in der Lage ist, osmotische Störungen durch die körpereigenen Regulationsmechanismen selbstständig auszugleichen. Die physiologische Reaktion auf Hypoosmolarität ist eine positive Clearance von freiem Wasser. Bei Hyperosmolarität sollte dagegen durch die Wirkung des antidiuretischen Hormons Wasser zurückgehalten werden, sodass konzentrierter Harn entsteht, woraus sich rechnerisch eine negative Clearance von freiem Wasser ergibt.

### Stabilität der GFR durch Rückkopplung
Da das Gefäßbett der Niere vulnerabel gegen Störungen (z. B. durch Blutdruckschwankungen) ist, besitzt die Niere zwei wirksame Mechanismen, um die Glomeruläre Filtrationsrate und den renalen Blutfluss in engen Grenzen konstant zu halten: den tubuloglomerulären Feedback und die myogene Reaktion der afferenten Arteriolen (siehe Glomerulärer Feedback).

## Exogene und endogene Marker
Die Bestimmung einer Clearance nach obiger Formel setzt freie Filtration voraus. Soll die bestimmte Clearance die GFR repräsentieren, muss außerdem die fraktionelle Ausscheidung des betrachteten Stoffes 1 sein. Da kein körpereigener Stoff diese Bedingungen perfekt erfüllt, müssen zur sehr genauen Bestimmung der GFR exogene Markersubstanzen durch Injektion oder Infusion zugeführt werden:
- Goldstandard der Indikatorsubstanzen ist Inulin. Inulin ist ein physiologisch inertes Polysaccharid, das im Glomerulus frei filtriert, und durch die Niere weder sezerniert, rückresorbiert, synthetisiert oder metabolisiert wird. Inulin ist schwer zu messen, die Bestimmung der Inulin-Clearance erfordert zudem eine kontinuierliche Infusion und zwei zusätzliche Blutentnahmen. Daher wird die Bestimmung der Inulin-Clearance in der Regel nur noch im Rahmen wissenschaftlicher Untersuchungen durchgeführt.[19][20] – Das körperfremde Kohlenhydrat Inulin wird glomerulär filtriert, aber tubulär weder rückresorbiert noch sezerniert. Seine Clearance entspricht der tubulär rückresorbierten Flüssigkeitsmenge, da dieses Flüssigkeitsvolumen vom Inulin befreit wird.[21] Die Inulin-Clearance ist also streng genommen ein Maß für die Tubulusfunktion und nicht für die Glomerulumfunktion. Es ist jedoch zu berücksichtigen, dass bei jeder Oligoanurie auch Inulin wie alle harnfähigen Substanzen tubulär rückresorbiert wird. In 2018 hat die französische Überwachungsbehörde den Verkauf von Inulin-basierten Produkten untersagt, nachdem es zu mehreren schweren allergischen Reaktionen im Zusammenhang mit Inulin und dem verwandten Molekül Sinistrin kam.[22]

- Alternativ werden heute die Röntgenkontrastmittel Iohexol und Iothalamat oder die radioaktiv-markierte Substanz 99mTc-DTPA eingesetzt.[23]

Für die klinische und ambulante Routinediagnostik sind exogene Marker in der Regel zu aufwändig. Die glomeruläre Filtrationsrate wird daher im klinischen Alltag anhand der endogenen Marker Kreatinin oder (bisher selten) Cystatin C bestimmt.

## Kreatinin
Kreatinin entsteht im Muskelgewebe durch den Abbau von Kreatin. Die Plasmakonzentration von Kreatinin unterliegt  meistens nur geringen Schwankungen; sie ist jedoch abhängig von der Muskelaktivität und ist zum Beispiel bei hoher Querschnittslähmung deutlich reduziert. Kreatinin wird in idealisierter Betrachtung frei im Nierenkörperchen filtriert und durch die Nierenkanälchen weder rückresorbiert noch sezerniert. Somit ist der glomeruläre Stoffmengenstrom {\displaystyle {\dot {n}}_{\text{g}}} gleich dem Stoffmengenstrom der Ausscheidung {\displaystyle {\dot {n}}_{\text{H}}} und die fraktionelle Ausscheidung 1, was die Gleichsetzung von Kreatinin-Clearance und GFR rechtfertigt. Weil Kreatinin nur über die Niere ausgeschieden wird, kann der glomeruläre Stoffmengenstrom dann auch mit der Rate der Kreatininbildung im Stoffwechsel {\displaystyle {\dot {n}}_{\text{m}}} gleichgesetzt werden. Unter diesen Annahmen lässt sich die GFR als Quotient von Kreatininbildungsrate und Plasmakreatininkonzentration berechnen:
{\displaystyle {\dot {V}}_{\text{g}}={\frac {{\dot {n}}_{\text{m}}}{c_{\text{P}}}}}
Die GFR ist also umgekehrt proportional zur Plasmakreatininkonzentration: Bei einer hohen glomerulären Filtrationsrate entsprechen kleine Änderungen des Serum-Kreatinins großen Änderungen der glomerulären Filtrationsrate, bei einer niedrigen glomerulären Filtrationsrate entsprechen dagegen große Änderungen des Serum-Kreatinins nur kleinen Änderungen der glomerulären Filtrationsrate. So entspricht bei einer 60-jährigen Frau ein Anstieg des Serum-Kreatinins von 0,8 auf 0,9 mg/dl einem Abfall der glomerulären Filtrationsrate um 10 ml/min von 78 auf 68 ml/min, ein gleich großer Abfall der glomerulären Filtrationsrate von 20 auf 10 ml/min geht dagegen mit einem Anstieg des Serum-Kreatinins von 2,6 auf 4,8 mg/dl einher.
Die reine Betrachtung der Konzentration lässt bereits gewisse Aussagen über die filtrative Nierenfunktion zu, da bei einem größeren Menschen, der mehr Kreatinin bildet, auch eine höhere GFR zu fordern ist. In den frühen Stadien einer Nierenerkrankung ist das Serum-Kreatinin aber ein ungenauer Marker von geringer Sensitivität, insbesondere bei Menschen mit geringerer Muskelmasse, wie Frauen, älteren Menschen oder Diabetikern. Wird ausschließlich das Serum-Kreatinin als Marker einer eingeschränkten Nierenfunktion benutzt, kann die Diagnose einer Niereninsuffizienz übersehen werden. Alle kreatininbasierten Methoden zur Bestimmung der GFR stehen vor dem Problem, dass in Wahrheit 10–40 % des im Urin ausgeschiedenen Kreatinins nicht aus der glomerulären Filtration stammt, sondern in den Tubuli sezerniert wird.
Der Pathologe Hans Popper (1903–1988) entwickelte 1933 im Allgemeinen Krankenhaus der Stadt Wien unter Hans Eppinger (1879–1946) den Kreatinin-Clearance-Test zur Beurteilung der Nierenfunktion.

### Kreatinin-Clearance (CrCl)
Da Harnstrom und Harnkreatininkonzentration (per 24-h-Sammelurin) sowie die Plasmakreatininkonzentration (per Blutabnahme) im klinischen Setting bestimmt werden können, lässt sich nach obiger Formel aus den Messwerten die Kreatinin-Clearance (engl. creatinine clearance, CrCl) errechnen:
{\displaystyle C_{\text{Kreatinin}}={\frac {[{\text{Kreatinin}}]_{\text{Harn}}}{[{\text{Kreatinin}}]_{\text{Plasma}}}}\cdot {\dot {V}}_{\text{Harn}}}
Die berechnete Clearance repräsentiert die GFR im Regelfall gut. Sie kann auf die Körperoberfläche normiert werden, damit der Vergleich mit Normalwerten für eine Körperoberfläche von 1,73 m² möglich wird. Die Normierung erfolgt nach der Formel C × 1,73 m²/KOF. Wenn das Labor Körpergröße und Körpergewicht (zur Bestimmung der Körperoberfläche des Patienten) nicht kennt, „wird die Referenzkörperoberfläche [1,73 m²] bei der Berechnung verwendet.“
Die Methode unterliegt folgenden Einschränkungen:
- Fehler beim Sammeln des Urins (beeinträchtigen die Güte der Clearance-Bestimmung): Die Bestimmung der Kreatinin-Clearance setzt ein exaktes Sammeln des Urins über 24 Stunden voraus. Zu Beginn der Sammelperiode muss die Harnblase vollständig entleert werden. Während der Sammelperiode muss der Urin vollständig gesammelt werden. Am Ende der Sammelperiode nach exakt 24 Stunden muss die Blase vollständig in das Urin-Sammelgefäß entleert werden. Da das korrekte Sammeln eines 24-h-Sammelurins aufwändig und fehleranfällig ist, wird die Kreatinin-Clearance im klinischen Alltag nur noch selten bestimmt.
- Tubuläre Kreatinin-Sekretion (nimmt der Gleichsetzung mit der GFR ihre Berechtigung): Bei normaler oder gering eingeschränkter Nierenfunktion ist der Anteil des tubulär sezernierten Kreatinins gegenüber der glomerulär filtrierten Menge gering und kann vernachlässigt werden. Bei schwerer Nierenfunktionseinschränkung kann der tubulär sezernierte Anteil über 50 % der ausgeschiedenen Kreatinin-Menge betragen, die glomeruläre Filtrationsrate wird dadurch unter Umständen erheblich überschätzt. Liegt die glomeruläre Filtrationsrate unter 30 ml/min, sollte daher zusätzlich die Harnstoff-Clearance bestimmt werden. Harnstoff wird im Gegensatz zu Kreatinin tubulär rückresorbiert, die Harnstoff-Clearance unterschätzt daher die glomeruläre Filtrationsrate. Bildet man den Mittelwert zwischen Kreatinin- und Harnstoff-Clearance, heben sich die Fehler beider Messungen in Näherung auf.

Wird die Kreatinin-Clearance mit der GFR gleichgesetzt, kann sie auch zur Berechnung der fraktionellen Ausscheidung eines Stoffes S genutzt werden (Clearance von S durch Clearance von Kreatinin). Dabei kürzt sich der Harnstrom heraus, sodass kein 24-h-Urin nötig ist, sondern eine einzelne Urinprobe (zur Messung der Konzentrationen) genügt.
{\displaystyle f_{\text{S}}={\frac {[{\text{S}}]_{\text{Harn}}\cdot [{\text{Kreatinin}}]_{\text{Plasma}}}{[{\text{S}}]_{\text{Plasma}}\cdot [{\text{Kreatinin}}]_{\text{Harn}}}}}

### eGFR
Wie oben festgestellt lässt sich die GFR durch den Quotienten von Bildungsrate und Plasmakonzentration des Kreatinins annähern. Aufgrund unterschiedlicher Bildungsraten entspricht ein Serum-Kreatinin von 1,3 mg/dl bei einem 20-jährigen Mann einer glomerulären Filtrationsrate von 75 ml/min, bei einer 80-jährigen Frau dagegen einer glomerulären Filtrationsrate von 50 ml/min. Die Bildungsrate hängt von der Muskelmasse ab. Wenn es also gelingt, die Bildungsrate aus dem Körperbau des Patienten abzuschätzen, kann auf das aufwändige Urinsammeln verzichtet werden. Näherungsformeln, die auf diesen Überlegungen beruhen, berücksichtigen neben der gemessenen Kreatininkonzentration leicht zugängliche Werte wie Alter, Geschlecht oder Hautfarbe. Solche geschätzten Filtrationsraten werden als eGFR (estimated GFR) ausgewiesen. Als Hilfsmittel sind verschiedene Online-Nierenfunktionsrechner verfügbar (siehe Weblinks).

#### CKD-EPI-Formel
Diese Formel wurde 2009 veröffentlicht und berücksichtigt die Einflussgrößen Alter, Hautfarbe, Geschlecht und Kreatininbereiche. Diese Formel wurde 2012 nochmals überarbeitet. Wurde bislang die MDRD-Formel zur Berechnung der GFR herangezogen, zeigen neue Daten, dass die sogenannte CKD-EPI-Formel, insbesondere im Grenzbereich von gesunder Funktion und beginnender Niereninsuffizienz, noch zuverlässiger ist.
CKD-EPI nutzt die gleichen Parameter wie die MDRD-Formel, schätzt die GFR jedoch in höheren GFR-Bereichen besser, da unterschiedliche Kreatininbereiche berücksichtigt werden und außerdem hinsichtlich des Serum-Kreatinin hinsichtlich Frauen (< / > 0,7 mg/dl) und Männern (< / > 0,9 mg/dl) differenziert wird. In den Stadien 3 bis 5 besteht jedoch kein wesentlicher Unterschied.
Bei allen Angaben der GFR sollte generell die Berechnungsmethode vom Labor angegeben werden, ebenso ein Hinweis auf die Normierung („Üblicherweise wird die GFR auf eine Standardkörperoberfläche von 1,73 m² umgerechnet.“). Die GFR wird zur Adjustierung an die Körperoberfläche des Patienten mit seiner Körperoberfläche multipliziert und dann durch 1,73 Quadratmeter dividiert. Bei dieser Normierung kürzen sich die Quadratmeter weg.
Die von Andrew Simon Levey et al. entwickelte CKD-EPI-Formel lautet:
{\displaystyle {\text{eGFR}}=141\times \min({\text{SK}}/k,1)^{a}\times \max({\text{SK}}/k,1)^{-1{,}209}\times 0{,}993^{\text{Alter}}\times [1{,}018{\text{ falls weiblich}}]\times [1{,}159{\text{ falls schwarz}}]}
bzw. aufgegliedert nach Geschlecht, Hautfarbe und Kreatininberechnung:
{\displaystyle {\text{eGFR}}=166\times ({\text{SK}}/0{,}7)^{-0{,}329}\times 0{,}993^{\text{Alter}}\quad ({\text{weiblich, schwarz, SK}}\leq 0{,}7)}
{\displaystyle {\text{eGFR}}=166\times ({\text{SK}}/0{,}7)^{-1{,}209}\times 0{,}993^{\text{Alter}}\quad ({\text{weiblich, schwarz, SK}}>0{,}7)}
{\displaystyle {\text{eGFR}}=163\times ({\text{SK}}/0{,}9)^{-0{,}411}\times 0{,}993^{\text{Alter}}\quad ({\text{männlich, schwarz, SK}}\leq 0{,}9)}
{\displaystyle {\text{eGFR}}=163\times ({\text{SK}}/0{,}9)^{-1{,}209}\times 0{,}993^{\text{Alter}}\quad ({\text{männlich, schwarz, SK}}>0{,}9)}
{\displaystyle {\text{eGFR}}=144\times ({\text{SK}}/0{,}7)^{-0{,}329}\times 0{,}993^{\text{Alter}}\quad ({\text{weiblich, nicht schwarz, SK}}\leq 0{,}7)}
{\displaystyle {\text{eGFR}}=144\times ({\text{SK}}/0{,}7)^{-1{,}209}\times 0{,}993^{\text{Alter}}\quad ({\text{weiblich, nicht schwarz, SK}}>0{,}7)}
{\displaystyle {\text{eGFR}}=141\times ({\text{SK}}/0{,}9)^{-0{,}411}\times 0{,}993^{\text{Alter}}\quad ({\text{männlich, nicht schwarz, SK}}\leq 0{,}9)}
{\displaystyle {\text{eGFR}}=141\times ({\text{SK}}/0{,}9)^{-1{,}209}\times 0{,}993^{\text{Alter}}\quad ({\text{männlich, nicht schwarz, SK}}>0{,}9)}
mit
- eGFR: geschätzte glomeruläre Filtrationsrate adjustiert für eine Standardkörperoberfläche von 1,73 m², Einheit: ml/min pro 1,73 m²
- SK: Serum-Kreatinin in mg/dl (IDMS-kalibriert)
- {\displaystyle k}: 0,7 (weiblich), 0,9 (männlich)
- {\displaystyle a}: −0,329 (weiblich), −0,411 (männlich)

#### Cockcroft-Gault-Formel
Die Cockcroft-Gault-Formel (kurz auch Formel nach Cockcroft) wurde 1973 von Donald William Cockcroft und Matthew Henry Gault zur Abschätzung der Kreatinin-Clearance entwickelt. Zu Grunde lagen die Daten von 249 Männern mit einer Kreatinin-Clearance zwischen 30 und 130 ml/min.
{\displaystyle C_{\text{Kreatinin}}={\frac {140-{\text{Alter}}}{72\times {\text{SK}}}}\times {\text{Gewicht}}\times (0{,}85{\text{ falls weiblich}})}
- {\displaystyle C_{\text{Kreatinin}}}: geschätzte Kreatinin-Clearance in ml/min
- SK: Serum-Kreatinin in mg/dl
- Alter: Alter in Jahren
- Gewicht: Körpergewicht in kg

Das Ergebnis ist nicht auf die Körperoberfläche bezogen. Die Cockcroft-Gault-Formel schätzt anders als andere Formeln nicht die mit Labormethoden bestimmte GFR, sondern die Kreatinin-Clearance. Da Kreatinin auch mehr oder weniger stark tubulär sezerniert wird, ist die Kreatinin-Clearance stets höher als die GFR, sodass die Cockcroft-Gault-Formel die GFR systematisch überschätzt.

#### MDRD-Formel (Modification of Diet in Renal Disease)
Seit 1989 wurde an einem großen Kollektiv von Patienten mit Nierenfunktionseinschränkung die Auswirkung einer proteinarmen Kost auf den Verlauf einer chronischen Nierenerkrankung untersucht (Modification of Diet in Renal Disease Study, MDRD-Studie). Zu Beginn der Studie wurde bei allen Studienteilnehmern Serum-Kreatinin, Kreatinin-Clearance und glomeruläre Filtrationsrate (mittels [125I]-Iothalamat) bestimmt. Anhand der Daten von 1628 Studienteilnehmern wurde 1999 die MDRD-Formel entwickelt.
Die Einbeziehung der Hautfarbe berücksichtigt die erhöhte Muskelmasse von Afroamerikanern. Es gibt mehrere Varianten der MDRD-Formel. 2006 erfolgte eine Anpassung an die standardisierte Serum-Kreatinin-Bestimmung nach der Jaffé-Reaktion. Als Standard hatte sich bis dahin die Vier-Variablen-MDRD-Formel durchgesetzt, in die Alter, Geschlecht, Hautfarbe und Serum-Kreatinin eingehen (Angabe in exponentieller und in logarithmischer Schreibweise):
{\displaystyle {\begin{aligned}{\text{eGFR}}&=186\cdot {\text{SK}}^{-1{,}154}\times ({\text{Alter}})^{-0{,}203}\times (0{,}742{\text{ falls weiblich}})\times (1{,}210{\text{ falls schwarze Hautfarbe}})\\&=\exp(5{,}228-1{,}154\times \ln({\text{SK}})-0{,}203\cdot \ln({\text{Alter}})-(0{,}299{\text{ falls weiblich}})+(0{,}192{\text{ falls schwarze Hautfarbe}}))\end{aligned}}}
- eGFR: geschätzte glomeruläre Filtrationsrate adjustiert für eine Standardkörperoberfläche von 1,73 m², Einheit: ml/min pro 1,73 m²
- SK: Serum-Kreatinin in mg/dl
- Alter: Alter in Jahren

Die MDRD-Formel ist mehrfach modifiziert worden. 2009 wurde die MDRD-Formel für die standardisierte Kreatininmessung überarbeitet und angepasst. Seit 2021 fragt Andrew Simon Levey (siehe dort) nicht mehr nach der Hautfarbe der Patienten. Seine Formeln benötigen keine Angabe des Körpergewichts, da sie die glomeruläre Filtrationsrate für eine standardisierte Körperoberfläche von 1,73 m² angibt. Sie ist bei Menschen mit moderater bis schwerer chronischer Einschränkung der Nierenfunktion genauer als die Cockcroft-Gault-Formel und als die Kreatinin-Clearance. Der Wert der MDRD-Formel bei Nierengesunden ist nicht geklärt, eine Anwendung bei hospitalisierten Patienten wird nicht empfohlen.

#### Counahan-Barratt-Formel
Bei Anwendung auf die Laborwerte von Kindern liefern die bisher genannten Formeln nur sehr fehlerbehaftete Ergebnisse. Daher kann bei Kindern die speziell entwickelte Counahan-Barratt-Formel verwendet werden.
{\displaystyle {\text{eGFR}}={\frac {0{,}43\cdot {\text{KL}}}{\text{SK}}}}
- eGFR: geschätzte glomeruläre Filtrationsrate
- KL: Körperlänge in cm
- SK: Serum-Kreatinin in mg/dl

#### Einschränkungen der Näherungsformeln
Die Näherungsformeln sind validiert für ambulante, chronisch nierenkranke Patienten mit moderater bis schwerer Nierenfunktionseinschränkung (Stadium 3 und 4). Die Formeln sind nicht geeignet zur Bestimmung der glomerulären Filtrationsrate bei Personen mit normaler Nierenfunktion oder leichter Nierenfunktionseinschränkung. Insbesondere die MDRD-Formel unterschätzt bei Menschen mit einer glomerulären Filtrationsrate über 60 ml/min diese um ca. 10 ml/min. Ebenso wenig geeignet sind die Näherungsformeln zur Bestimmung der glomerulären Filtrationsrate bei Krankenhauspatienten mit akuter Nierenfunktionsverschlechterung, bei Menschen mit schwerem Übergewicht, bei stark verminderter Muskelmasse (Amputation von Gliedmaßen, Unterernährung) oder bei Menschen mit besonders hoher (Nahrungsergänzungen bei Bodybuildern) oder niedriger (Vegetarier) Kreatin-Zufuhr mit der Nahrung. Als Mittel zum bevölkerungsweiten Screening und zur Überwachung der Nierenfunktion im besonders wichtigen Frühstadium der diabetischen Nephropathie sind die Näherungsformeln ebenfalls nicht geeignet.

#### Kreatininblinder Bereich
Der Graph der Beziehung zwischen dem Serumkreatininspiegel und der filtrativen Nierenfunktion ist eine Hyperbel, weil Kreatinin in allen Schätzformeln für die GFR im Nenner steht. Fällt die GFR beispielsweise von 40 ml/min auf 20 ml/min, verdoppelt dies den Kreatininspiegel. Fällt die GFR dagegen von 100 ml/min auf 80 ml/min, erhöht dies den Kreatininspiegel theoretisch nur um 25 %. Tatsächlich ist der Anstieg des Serum-Kreatinins sogar noch geringer, weil bei beginnendem Abfall der GFR die Sekretion von Kreatinin gesteigert wird. Erst wenn die GFR um mindestens 50 % fällt, ist der Anstieg des Kreatinins so groß, dass er nicht mehr durch Messfehler oder Störfaktoren (Muskelmasse, Proteinzufuhr, körperliche Arbeit) erklärt werden kann. Der Bereich zwischen 100 ml/min und 60 ml/min wird traditionell als kreatininblind bezeichnet. Tatsächlich gibt es keinen klar begrenzten kreatininblinden Bereich, sondern nur eine zunehmende absolute Unsicherheit höherer eGFR-Werte.

## Cystatin C
Cystatin C ist ein kleines, nicht glykosyliertes Protein (13 kDa, 122 Aminosäuren) aus der Familie der Cystein-Proteinase-Inhibitoren. Cystatin C wird in einer konstanten Rate von allen kernhaltigen Körperzellen produziert. Aufgrund seiner geringen Größe und eines basischen isoelektrischen Punktes (pI≈9,0) wird Cystatin C im Glomerulus frei filtriert. Im Nierenkanälchen wird Cystatin C nicht sezerniert. Es wird zu über 99 % durch die Tubulusepithelzellen rückresorbiert, gelangt aber nicht in den Blutkreislauf zurück, da es von den Tubuluszellen abgebaut wird. Die Konzentration von Cystatin C im Urin ist deshalb sehr gering, eine Berechnung der Cystatin-C-Clearance über Sammelurin nicht möglich, aber auch nicht erforderlich.
Da Cystatin C konstant gebildet wird und in der Niere frei filtriert wird, nicht tubulär sezerniert wird und nach Filtration nicht in die Blutzirkulation zurückkehrt, ist es ein besserer Filtrationsmarker als Kreatinin oder Harnstoff, insbesondere bei leichter Nierenfunktionseinschränkung, vermehrter Muskelmasse oder akutem Nierenversagen.
Auch die Cystatin-C-Bestimmung ist nicht frei von Einflussfaktoren. Höhere Cystatin-C-Spiegel werden bei Schilddrüsenunterfunktion (Hypothyreose), bei rheumatoider Arthritis und schwarzafrikanischer Herkunft gefunden. Niedrigere Spiegel hingegen finden sich bei Schilddrüsenüberfunktion (Hyperthyreose) und weiblichem Geschlecht. Zudem ist die Cystatin-C-Bestimmung bislang nicht standardisiert und teurer als die Bestimmung des Kreatinins.
Die Serumkonzentration von Cystatin C (abgekürzt CysC) ist ein Marker zur Abschätzung der GFR mit dem Referenzbereich von 0,50 mg/l bis 0,96 mg/l (andere Angabe: < 1,4 mg/l). Die Einheit mg/l muss beim Einsetzen in die Schätzformeln weggelassen werden. Die Einheit der GFR ist dann ml/min.

### Cystatin-C-Clearance
Es gibt mehrere Cystatin-C-basierte GFR-Schätzformeln. Die einfachste Formel lautet GFR = 80/CysC. Ein weiteres Beispiel aus dem Pschyrembel verlangt eine Division von 74,8 durch die mit 1,33 potenzierte Serumkonzentration von Cystatin C.

### andere Schätzformeln

#### Formel nach Inker
In The New England Journal of Medicine wurde 2012 eine anspruchsvollere Formel veröffentlicht. Danach wird der Serum-Cystatin-C-Spiegel durch 0,8 dividiert. Anschließend wird der Quotient mit −0,499 beziehungsweise mit −1,328 potenziert, je nachdem, ob die Serum-Cystatin-C-Konzentration kleiner oder größer als 0,8 mg/dl ist. Diese Potenz wird zuerst mit 133, dann mit 99,6 Prozent vom Lebensalter (in ganzen Jahren) und schließlich bei Frauen noch mit 0,932 multipliziert. Zur Vereinfachung der Rechnung kann man die Faktoren 133 und 99,6 % des Lebensalters zum Produkt von Lebensalter und 132,468 zusammenfassen. Für Frauen gilt GFR = Potenz × Alter × 123,46.

#### Formel nach Hoek
Die Firma Siemens Healthcare Diagnostics empfahl für ihre Systeme die Laborformel GFR = −4,32 + 80,35/CysC.

#### Kombinations-Formeln
Es gibt in der Fachliteratur auch GFR-Schätzformeln, die neben Cystatin C zusätzlich zur Ergebnisverbesserung auch noch nach dem Kreatininspiegel fragen.

## Praktische Anwendungen
Hier ist zu beachten, dass bei Frühgeborenen und Neugeborenen niedrigere GFRs physiologisch sind. Frühgeborene haben eine GFR = 0,2 ml/min bei einem Körpergewicht von 1 kg und eine GFR = 0,5 ml/min bei einem Gewicht von 2 kg. Gesunde Reifgeborene haben eine GFR = 1,5 ml/min bei einem Gewicht von 3,2 kg. Für Vergleichszwecke, für die Stadieneinteilung und für die ICD-10-Klassifizierung ist die tatsächliche GFR auf die standardisierte Körperoberfläche von gesunden Erwachsenen (USA, 1926) von 1,73 m² zu beziehen.
Die normierte GFR(1,73 m²/KOF) beträgt bei einer 1 kg schweren Frühgeburt mit einer Körperoberfläche von 0,1 m² etwa 3,5 ml/min. Bei einem gesunden Neugeborenen mit einer Körperoberfläche (KOF) von 0,2 m² beträgt die normierte GFR etwa 13 ml/min. Berechnung: GFR(1,73 m²/KOF) = 1,5 ml/min ÷ 0,2 m² × 1,73 m² = 12,975 ml/min. Man muss also streng zwischen der tatsächlichen GFR (hier 1,5 ml/min) und der normierten GFR (hier 13 ml/min) unterscheiden.

### Klassifizierung der Nierenfunktion
Die Nierenfunktionsleistung wird gemäß der Empfehlung der Kidney Disease Outcome Quality Initiative (KDOQI) in folgende Stufen eingeteilt:
Grad der Nierenschädigung (glomeruläre Filtrationsrate adjustiert für eine Standardkörperoberfläche von 1,73 m², Einheit: ml/min pro 1,73 m²):
- I Stadium: > 90 bedeutet normale oder erhöhte GFR, aber (wie in Stadium II) Eiweiß im Urin oder pathologischer Befund in bildgebenden Verfahren
- II Stadium: 60–89 bedeutet geringgradiger Funktionsverlust
- III Stadium: 30–59 bedeutet mittelgradiger Funktionsverlust
- IV Stadium: 15–29 bedeutet schwerer Funktionsverlust
- V Stadium: < 15 bedeutet Nierenversagen

### Nierenfunktion in Abhängigkeit vom Alter
Im Rahmen einer Studie (3rd National Health and Nutrition Examination Surveys, NHANES III) wurde anhand von 10.000 in den USA lebenden Menschen die Nierenfunktion überprüft. Dabei wurde festgestellt, dass die Nierenfunktion mit dem Alter abnimmt. Dies ist unabhängig von Hautfarbe und Geschlecht, jeweils bezogen auf eine Standardkörperoberfläche von 1,73 m². Eine gesunde Niere verliert pro Jahr etwa 0,7 % bis 1 % der Nierenleistung. Im Kinder- und Jugendlichenalter steigt die GFR ungefähr proportional zur Körperoberfläche vorerst jedoch noch an.
eGFR im jeweiligen Alter:
(eGFR bedeutet estimated GFR, d.h geschätzte GFR)
| Alter (in Jahren) | Mittlere eGFR |
| ----------------- | ------------- |
| 0                 | 1,5 ml/min    |
| 1                 | 30 ml/min     |
| 10                | 70 ml/min     |
| 20–29             | 116 ml/min    |
| 30–39             | 107 ml/min    |
| 40–49             | 99 ml/min     |
| 50–59             | 93 ml/min     |
| 60–69             | 85 ml/min     |
| über 70           | 75 ml/min     |

### Diagnose chronischer Nierenkrankheiten
Eine chronische Nierenkrankheit liegt vor, wenn über drei Monate die adjustierte glomeruläre Filtrationsrate unter 60 ml/min pro 1,73 m² liegt oder über einen ebensolchen Zeitraum Eiweiß im Urin nachweisbar ist. Da die Näherungsformeln bei einer Reduktion der glomerulären Filtrationsrate unter 60 ml/min hinreichend genaue Werte liefern und die Eiweißausscheidung anhand des Eiweiß/Kreatinin-Quotienten im Spontanurin quantifiziert werden kann, ist zur Diagnose einer chronischen Nierenkrankheit das Sammeln des Urins über 24 Stunden nicht mehr zwingend nötig. Repräsentative Daten aus Deutschland zur Häufigkeit einer Einschränkung der glomerulären Filtrationsrate auf Werte < 60 ml/min pro 1,73 m² liefert die Studie zur Gesundheit Erwachsener in Deutschland (DEGS). Danach besteht bei 2,3 % der deutschen Wohnbevölkerung im Alter zwischen 18 und 79 Jahre eine eingeschränkte Nierenfunktion.

### Quantifizierung der Progression chronischer Nierenkrankheiten
Wegen der antiproportionalen Korrelation zwischen Serum-Kreatinin und glomerulärer Filtrationsrate lässt sich die Rate des Nierenfunktionsverlustes in einer bestimmten Zeitspanne nur ungenau aus der Änderung des Serum-Kreatinins abschätzen. Bei einem 50-jährigen entspricht ein Anstieg des Serum-Kreatinins von 1,0 auf 2,0 mg/dl einem Abfall der glomerulären Filtrationsrate um 46 ml/min, ein weiterer Anstieg des Serum-Kreatinins von 2,0 auf 3,0 mg/dl entspricht dagegen nur noch einem Abfall der glomerulären Filtrationsrate um 14 ml/min.

### Komplikationen chronischer Nierenkrankheiten
Bei einem Abfall der glomerulären Filtrationsrate unter 60 ml/min treten mannigfaltige Komplikationen auf, insbesondere Bluthochdruck, Malnutrition, Blutarmut und Knochenerkrankungen. Da diese Komplikationen frühzeitig behandelt werden müssen, sind bei einem Abfall der glomerulären Filtrationsrate unter 60 ml/min zusätzliche diagnostische und therapeutische Maßnahmen erforderlich. Bei einem weiteren Absinken der glomerulären Filtrationsrate unter 30 ml/min sollte ein Nephrologe hinzugezogen werden, da bei einer glomerulären Filtrationsrate unter 15 ml/min ein Nierenersatzverfahren wie Dialyse oder Nierentransplantation erforderlich werden kann.

### Dosierung von Medikamenten
Viele Medikamente (in Deutschland im Mittel jeder sechste Wirkstoff) werden durch die Nieren ausgeschieden. Bei eingeschränkter Nierenfunktion ist daher oftmals eine Anpassung der Dosis erforderlich. Insbesondere die seit 1973 gebräuchliche Cockcroft-Gault-Formel wird in großem Umfang bei der Berechnung von Medikamentendosierungen in Abhängigkeit von der Nierenfunktion eingesetzt (siehe auch Dosisanpassung bei Niereninsuffizienz). Als weiterführende Informationsquelle ist hier die Webseite dosing.de des Universitätsklinikums Heidelberg zu empfehlen.

### Glomeruläre Filtrationsrate als Risikofaktor
Mit zunehmendem Abfall der glomerulären Filtrationsrate steigen die Häufigkeit kardiovaskulärer Erkrankungen wie Schlaganfall und Herzinfarkt sowie die Gesamtsterblichkeit (Mortalität). Eine verminderte glomeruläre Filtrationsrate ist damit ein kardiovaskulärer Risikofaktor. Eine besonders hohe Korrelation besteht zwischen kardiovaskulärem Risiko und Cystatin-C-Spiegel.

### Evaluierung vor Nierentransplantation
Aufgrund der allgemeinen Organknappheit sind die Kriterien, nach denen ein potentieller Nierenspender akzeptiert wird, in den letzten Jahren gelockert worden. Es wird jedoch gefordert, dass bei einem Nierenspender die glomeruläre Filtrationsrate über 80 ml/min liegt.

### Messung der Clearance versus Näherungsformeln
Wegen der Einschränkungen der Näherungsformeln ist eine Bestimmung der glomerulären Filtrationsrate mittels 24-h-Sammelurin erforderlich
- bei Personen mit besonders niedrigem oder hohem Körpergewicht,
- bei besonders fleischarmer oder fleischreicher Ernährung,
- bei Personen mit Amputation von Gliedmaßen,
- bei rascher Änderung der Nierenfunktion,
- bei Diabetikern in frühen Stadien der Nierenbeteiligung,
- wenn bei normaler oder milde eingeschränkter Nierenfunktion eine genaue Kenntnis der glomerulären Filtrationsrate erforderlich ist, z. B. wenn eine Nierenspende oder die Behandlung mit nierenschädlichen Medikamenten geplant ist.

Die Bestimmung der Nierenfunktion mittels exogener Markersubstanzen ist in der Regel nur noch im Rahmen von Forschungsvorhaben erforderlich.

## Einschränkungen
Bei der Verwendung der zahlreichen Schätzformeln sind die jeweiligen Anwendungsbeschränkungen zu berücksichtigen; unterschiedliche Formeln können zu unterschiedlichen Ergebnissen führen. Außerdem muss beachtet werden, ob eine Formel bereits eine Normierung auf die Körperoberfläche beinhaltet oder ob sie nur die absolute GFR schätzt. Alle Clearance-Berechnungen und alle Schätzformeln gehen von einem Fließgleichgewicht zwischen Bildung und Ausscheidung des jeweiligen Stoffes (z. B. Kreatinin) aus und sind daher nicht anwendbar, wenn sich die GFR aktuell ändert. Deshalb dient die geschätzte GFR zur Klassifikation der chronischen Niereninsuffizienz, nicht aber des akuten Nierenversagens. Zu Beginn eines Nierenversagens würde die GFR überschätzt, weil das Kreatinin noch nicht bis zu seiner neuen, höheren Gleichgewichtskonzentration kumuliert ist; analog würde bei einsetzender Erholung der Nierenfunktion die GFR unterschätzt, weil der Kreatininspiegel noch über der Gleichgewichtskonzentration liegt.

### Tubulusfunktion
Bei einem extremen (absoluten oder relativen) Flüssigkeitsmangel (Exsikkose, Dehydrierung) kommt es kompensatorisch zu einer Steigerung der tubulären Rückresorption mit dem Ergebnis einer Oligurie oder sogar einer Anurie. Dabei kann die GFR nur noch mittels Cystatin C bestimmt werden.

### Dialyse bei Urämie
Mit der Nierendialyse sollen die Beschwerden einer Urämie verhindert werden. Entsprechende Symptome bei der urämischen Enzephalopathie, bei der urämischen Perikarditis und beim urämischen Pruritus stellen eine Indikation für den Dialysebeginn dar. Diesbezügliche labormedizinische Grenzwerte für die einzelnen harnpflichtigen Urämietoxine und die diversen Nephrotoxine existieren nicht. Hilfsweise beginnt man mit der Andialyse bei einer Verminderung der glomerulären Filtrationsrate. Auch beim Fehlen von Urämiesymptomen ist eine Nierenersatzbehandlung angezeigt, wenn die GFR kleiner als 7 ml/min ist. Unklar bleibt, ob hier (bei Erwachsenen) die tatsächliche GFR oder die normierte GFR(1,73 m²/KOF) gemeint ist. Man unterscheidet zwischen Frühdialyse (GFR < 15 ml/min) und Spätdialyse (GFR < 5 ml/min).

### Filtrationsverhältnis
Alle üblichen radiologischen oder nuklearmedizinischen Verfahren zur seitengetrennten Bestimmung der filtrativen Nierenfunktion liefern nur das Filtrationsverhältnis oder sogar nur das Eliminationsverhältnis beider Nieren zueinander mit der Summe 100 % ohne Angabe der GFR.

### Kinder
Bei Kindern ist die GFR-Bestimmung (trotz mehrerer vorhandener Schätzformeln) unüblich oder problematisch, weil es keine GFR-Normalwert-Tabellen für gesunde und kranke Kinder gibt.
Bei Anwendung der speziellen GFR-Schätzformen für Kinder bleibt unklar, ob diese Formeln die tatsächliche GFR oder aber die normierte GFR(1,73 m²/KOF) bestimmen sollen. Je jünger die Kinder, desto größer sind die Unterschiede zwischen GFR und GFR(1,73 m²/KOF).

### Medikamentendosierung
Bei der Medikamentendosierung ist die renale Ausscheidung des Wirkstoffes maßgeblich und nicht die glomeruläre Filtration von Kreatinin oder Cystatin C. Wenn nur die unwirksamen Abbauprodukte über die Nieren ausgeschieden werden, dann ist die Kenntnis der GFR hinsichtlich einer möglichen Bioakkumulation (Überdosierung bei Niereninsuffizienz) oder auch hinsichtlich eines zu geringen Wirkspiegels (Unterdosierung bei überdurchschnittlich guter Nierenfunktion) bedeutungslos.

### Nebenwirkung von Medikamenten
Das Krebsmedikament Crizotinib (Handelsname: Xalkori) blockiert den Transport von Kreatinin und erhöht so die Serumspiegel von Kreatinin, ohne dass sich dabei die filtrative Nierenfunktion verändert.

### Nephrektomie
Nach beiderseitiger Nephrektomie oder bei totaler Nierenagenesie (Anephrie, Aplasia renalis bilateralis, Nierenaplasie) mit einer „arenalen Anurie“ ist die errechnete GFR das Ergebnis der Dialyse. Bei allen anderen Dialyse-Patienten ist die GFR die Summe aus maschineller Filtration und renaler Restfunktion (Restdiurese). Aber auch hier ist an die Verfälschungen der GFR-Bestimmung durch eine tubuläre Rückresorption und eine tubuläre Sekretion der verwendeten Substrate zu denken. Filtration, Sekretion und Resorption werden durch Nerven und Hormone gesteuert und können durch Medikamente, besonders durch Diuretika und andere Blutdruckmittel, beeinflusst werden.

## Glomeruläre Hyperfiltration
„Nicht nur eine verminderte glomeruläre Filtrationsrate, auch eine Hyperfiltration ist langfristig mit einer erhöhten Mortalität verbunden.“
In einer finnischen Studie war die Mortalität bei einer GFR > 105 ml/min doppelt so hoch wie bei einer GFR zwischen 90 und 104 ml/min. Ebenso war das Risiko kardiovaskulärer Ereignisse um 69 Prozent größer. Im Einzelnen waren aber nur Vorhofflimmern und die periphere arterielle Verschlusskrankheit der Beine mit einer Hyperfiltration assoziiert.
In der Studie findet sich keine Erklärung für diese Beobachtungen. Es ist jedoch bekannt, dass zumindest bei einer Tachyarrhythmia absoluta sowohl das Herzzeitvolumen als auch die glomeruläre Filtration erhöht sind. Auch mehrere andere Krankheiten können einen erhöhten Nierenplasmastrom und damit eine Zunahme der GFR verursachen.

## Ältere Literatur
- Richard Bright: Cases and observations, illustrative of renal disease accompanied with the secretion of albuminous urine. In: Guy's Hospital Reports. 1836, S. 338–379.
- Pierre François Olive Rayer: Die Krankheiten der Nieren und die Veränderungen der Harnsecretion, aus dem Französischen übersetzt von Samson Landmann, Ferdinand Enke Verlag, Erlangen 1844, Nachdruck, ISBN 978-1-275-92047-7, 651 Seiten. Original: Traité des maladies des reins, 3 vol., 1839.
- Carl Friedrich Wilhelm Ludwig: De viribus physicis secretionem urinae adjuvantibus (Beiträge zur Lehre vom Mechanismus der Harnsecretion). Habilitationsschrift, Marburg 1843.
- Arthur Robertson Cushny: The Secretion of the Urine, Longmans, Green and Company, London 1917, 241 Seiten. Zweite Auflage, Edinburgh 1926.
- Arthur Robertson Cushny: Die Absonderung des Harns, nach der zweiten englischen Auflage ins Deutsche übersetzt von Alfred Noll und Johanna Püschel, Verlag von Gustav Fischer, Jena 1926, 304 Seiten.
- Franz Volhard, Theodor Fahr: Die Brightsche Nierenkrankheit. Springer-Verlag, Berlin 1914.
- Franz Volhard: Die doppelseitigen hämatogenen Nierenerkrankungen (Bright’sche Krankheit). In: Leo Mohr, Rudolf Staehelin (Hrsg.): Handbuch der inneren Medizin. Band 3. Springer-Verlag, Berlin / Heidelberg 1918; Abdruck ebenda, ISBN 978-3-662-42272-4, 576 Seiten.
- Franz Volhard: Die doppelseitigen hämatogenen Nierenerkrankungen. In: Gustav von Bergmann, Rudolf Staehelin (Hrsg.): Handbuch der inneren Medizin. 2. Auflage. Band 6 in 2 Teilen. Verlag von Julius Springer, Berlin / Heidelberg 1931; Abdruck von Teil 2 (S. 1025–2140) ebenda, ISBN 978-3-662-42701-9.
- Poul Brandt Rehberg: Über die Bestimmung der Menge des Glomerulumfiltrates mittels Kreatinin als Nierenfunktionsprüfung, nebst einigen Theorien über die Harnbereitung. In: Zentralblatt für innere Medizin. 50. Jahrgang, 1929, S. 367–377.
- Wilhelm Nonnenbruch: Die doppelseitigen Nierenkrankheiten – Morbus Brightii, Ferdinand Enke Verlag, Stuttgart 1949, 212 Seiten.
- Gustav von Bergmann, Walter Frey (Hrsg.): Nieren und ableitende Harnwege. In: Handbuch der inneren Medizin. 4. Auflage, 8. Band, Springer-Verlag, Berlin / Göttingen / Heidelberg 1951, 1167 Seiten.
- Joachim Frey: Krankheiten der Niere, des Wasser- und Salzhaushaltes, der Harnwege und der männlichen Geschlechtsorgane. In: Ludwig Heilmeyer (Hrsg.): Lehrbuch der Inneren Medizin. Springer-Verlag, Berlin / Göttingen / Heidelberg 1955; 2. Auflage ebenda 1961, S. 893–996, insbesondere S. 905–990.
- L. G. Wilson: The development of the knowledge of kidney function in relation to structure. Malpighi to Bowman. In: Bulletin of the History of Medicine. Band 34, 1960, S. 175–181.
- Herbert Schwiegk (Hrsg.): Nierenkrankheiten. In: Handbuch der inneren Medizin. 5. Auflage, 8. Band, 3 Teile, Springer-Verlag, Berlin / Heidelberg / New York 1968, ISBN 3-540-04152-4, LVI, 3172 Seiten.
- Hans Schadewaldt: Geschichtliche Betrachtungen über Modellvorstellungen der Nierenfunktion. In: Verhandlungen der deutschen Gesellschaft für innere Medizin. Band 74, 1968, S. 16–27.